# Forte Verle
Il Forte Verle (o più precisamente Forte Busa di Verle e in tedesco Werk Verle) è una fortificazione militare, situata sulla Piana di Vezzena ad un'altitudine di 1.504 m s.l.m., in provincia di Trento, poco distante dal forte Vezzena. Il forte appartiene al grande sistema di fortificazioni austriache al confine italiano ed è una delle sette fortificazioni dello sbarramento Lavarone-Folgaria.
Il forte si trova vicino al Passo Vezzena, nella parte nord-ovest del massiccio dell'Altopiano dei Sette Comuni, nel comune di Levico Terme.

## Storia
Costruito nel primo decennio del XX secolo dagli austro-ungarici, era posto in una zona strategica, poiché poco distante dal confine con il Regno d'Italia. Subì parecchi pesanti bombardamenti durante la prima guerra mondiale da parte dell'esercito italiano (in particolare dai forti Verena e Campolongo, cui non poteva rispondere al fuoco), tanto che ancora oggi è possibile, nonostante le precarie condizioni dello stabile, osservare i crateri provocati dai proiettili d'artiglieria.
Dopo l'offensiva del maggio 1916, il forte pesantemente danneggiato fu in buona parte riparato e ricostruito. Rimase come punto di collegamento con il sistema degli altipiani. L'attuale stato di degrado fu dovuto in primo luogo al recupero dell'acciaio delle cupole e degli scudi corazzati da parte del governo italiano in previsione della guerra d'Etiopia del 1936. I restanti danni furono fatti nell'immediato secondo dopoguerra da parte dei "recuperanti". Di dimensioni ridotte rispetto al Forte Belvedere Gschwent di Lavarone e al Forte Campo Luserna, aveva una volumetria di circa 50.000 metri cubi.
Durante la Grande Guerra nella guarnigione del forte combatterono anche lo scrittore austriaco Fritz Weber, autore del libro "Tappe della disfatta", e il regista e scrittore sudtirolese Luis Trenker.

## Armamento
Era armato con 4 obici da 100 mm montati sotto cupole corazzate girevoli di 25 cm di spessore, 4 cannoni da 6 cm nel fortino di controscarpa, 2 cannoni da 80 nella batteria "Traditor" e 15 mitragliatrici. Ospitava 200 artiglieri e 100 fanti, sotto il comando del tenente Giebermann prima e del sottotenente Julius Papak poi.

## Galleria d'immagini

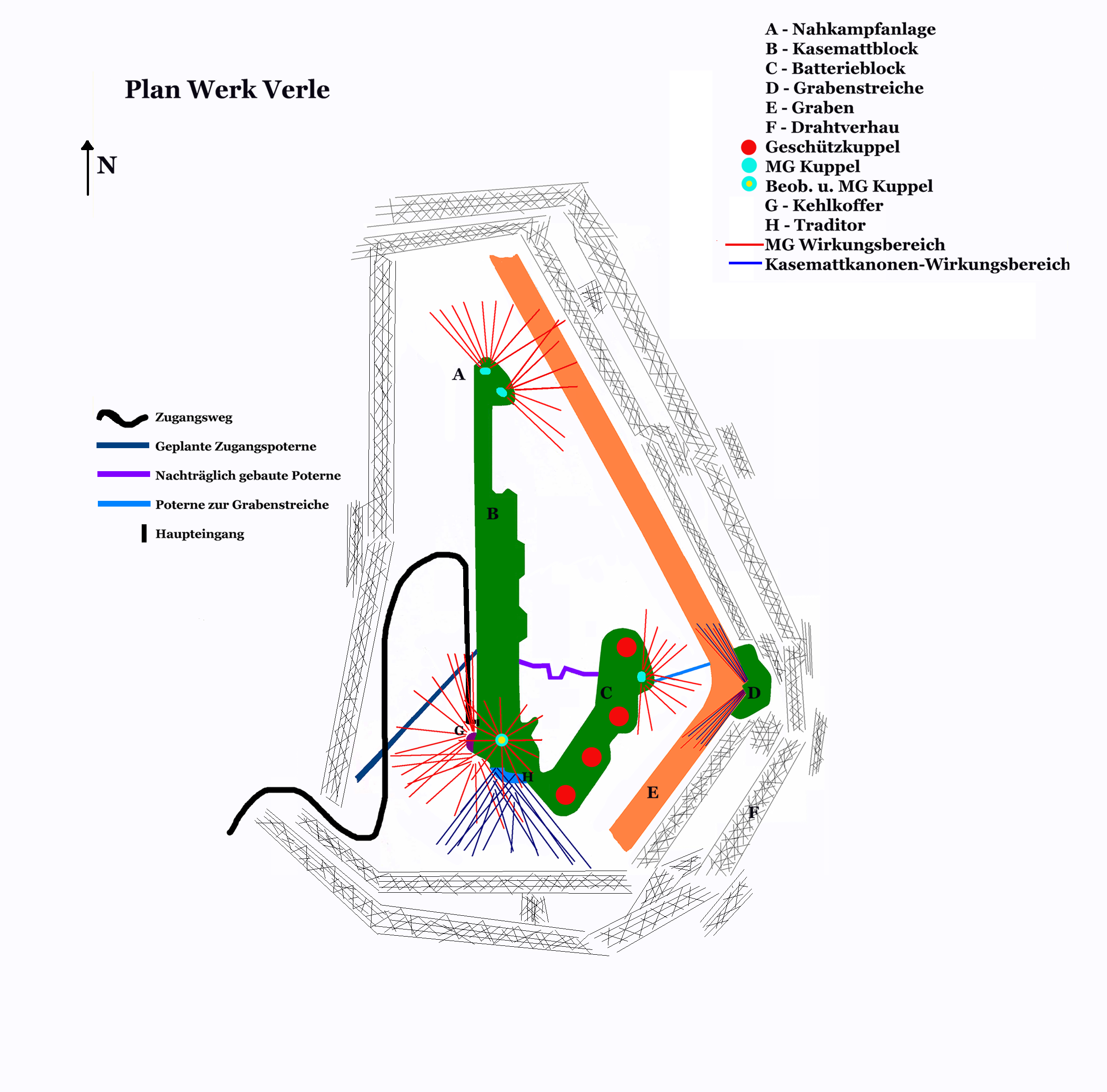
Piantina del forte
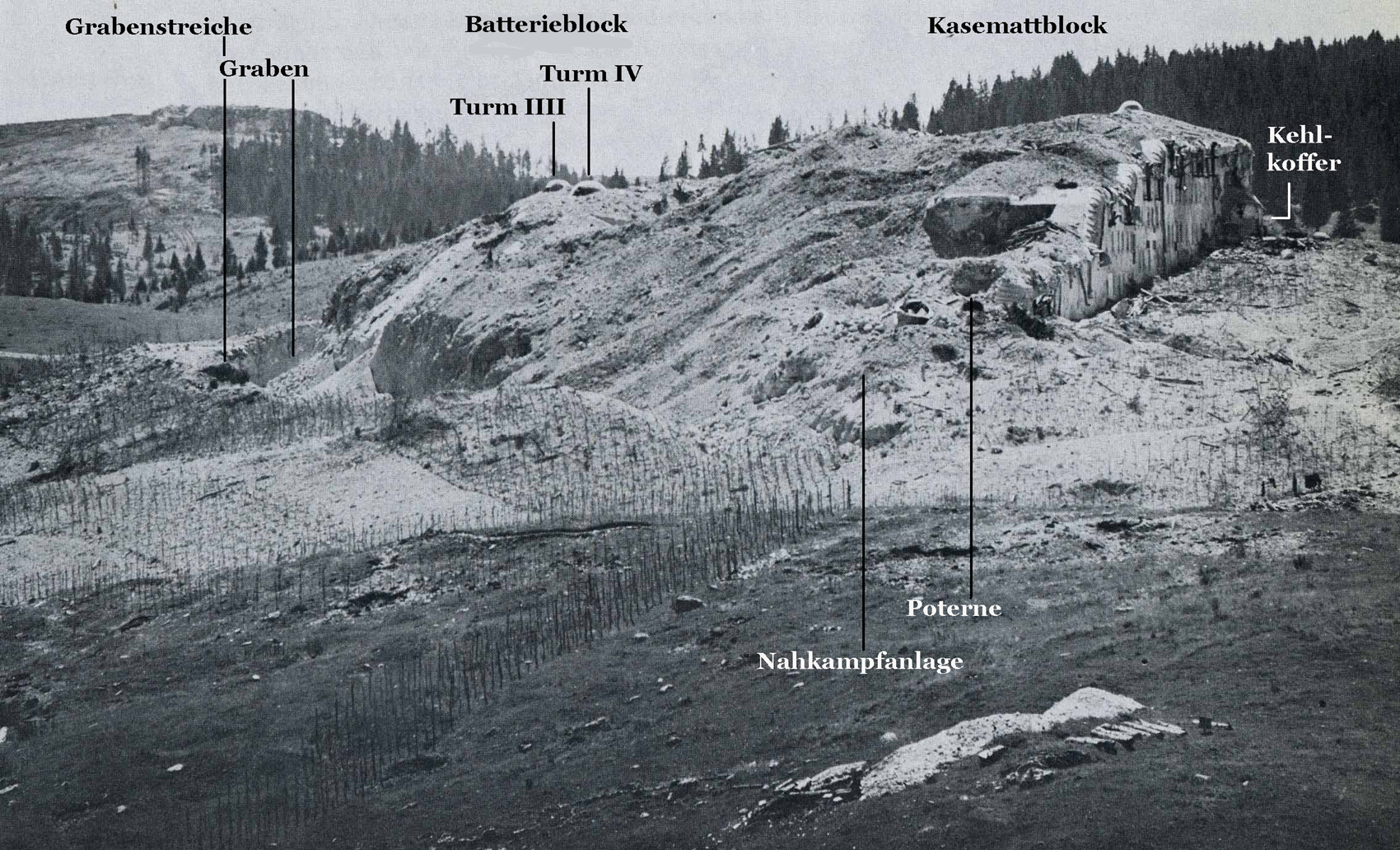
Un'immagine del forte durante la guerra
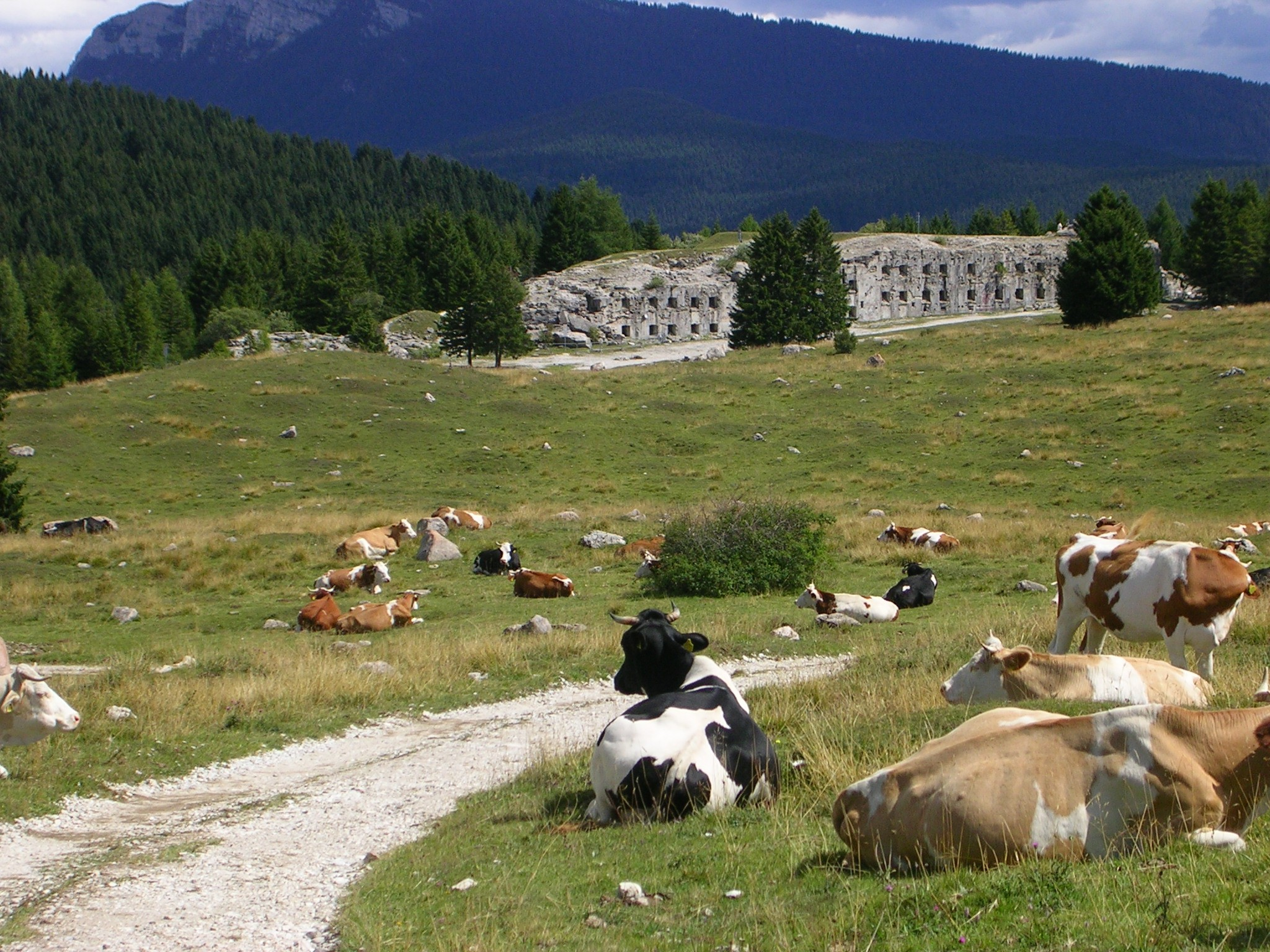
Il forte oggi (sullo sfondo il Monte Verena sulla cui sommità era collocato l'omonimo forte che bombardò il Verle)
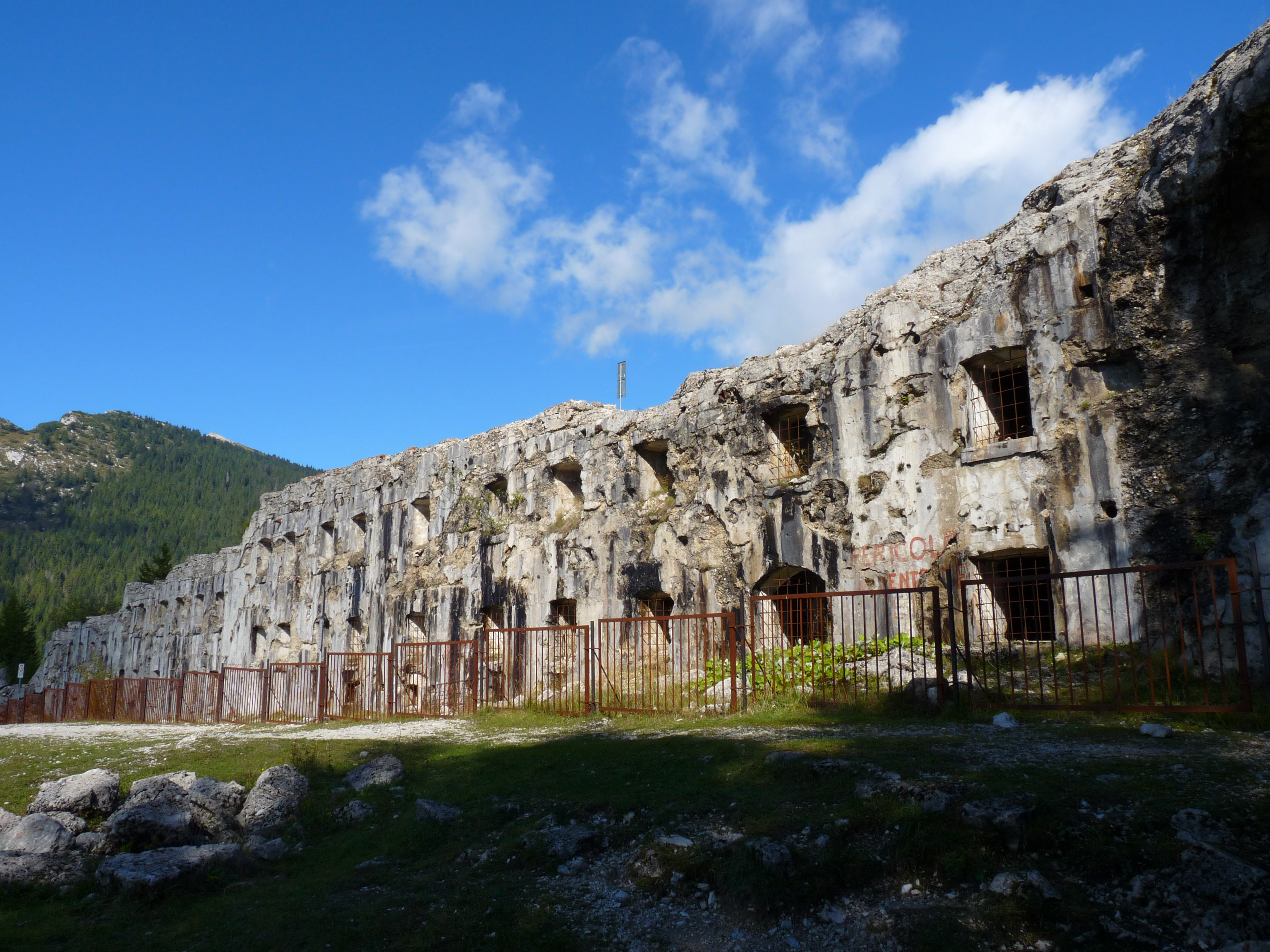
Il forte in rovina
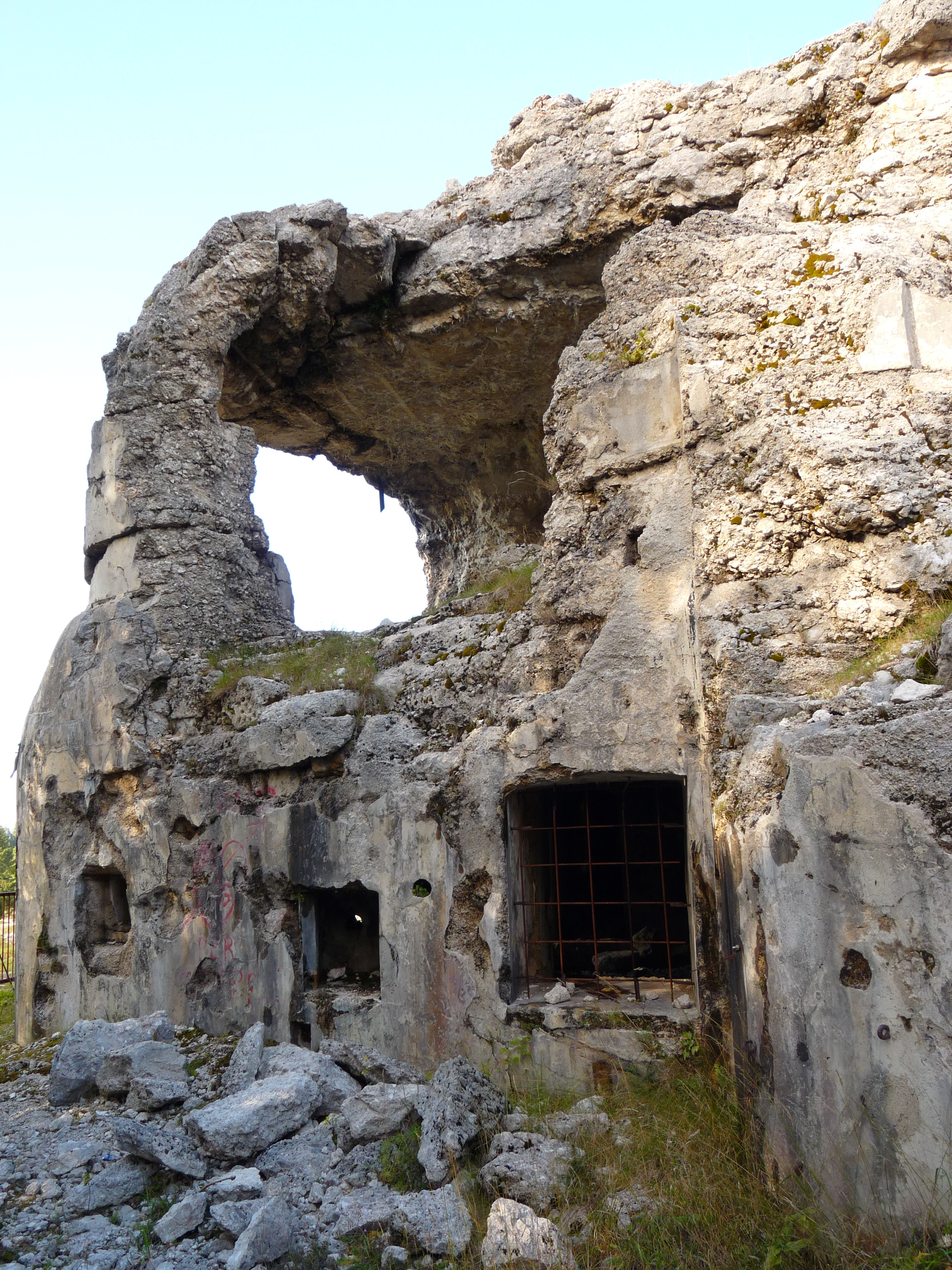
Un dettaglio del lato meridionale della fortezza
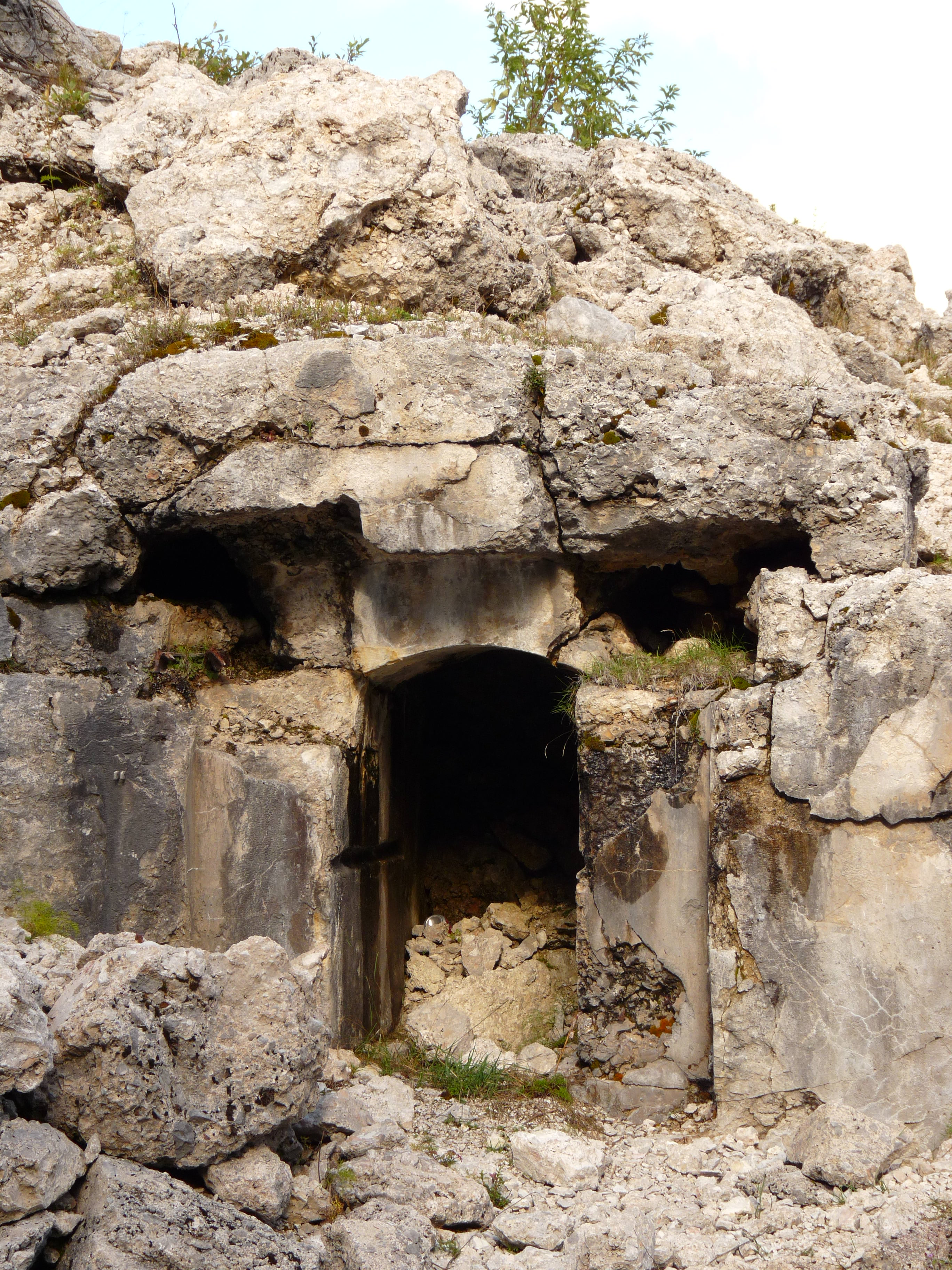
Un altro dettaglio del lato meridionale della fortezza
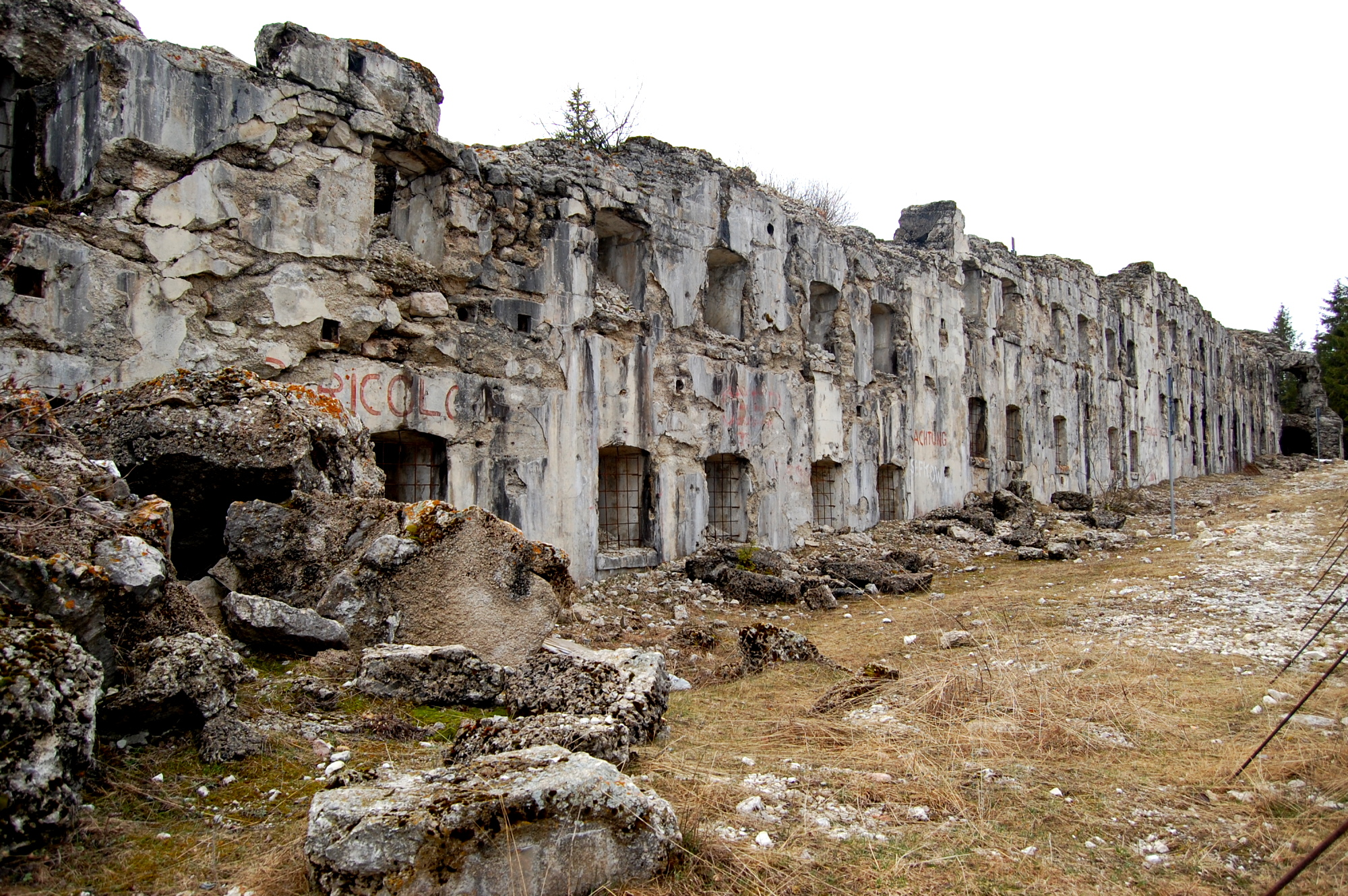
Veduta del forte dal sentiero proveniente dal passo Vezzena